# 크리켓 피치

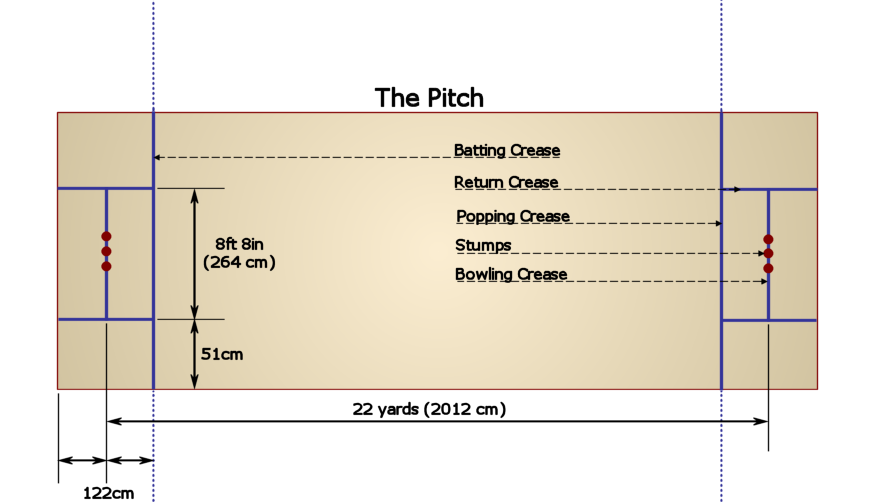
크리켓 피치.

크리켓 피치의 규격.

위켓은 땅에 고정된 세 개의 스텀프와 그 위에 올려진 베일로 구성된다.

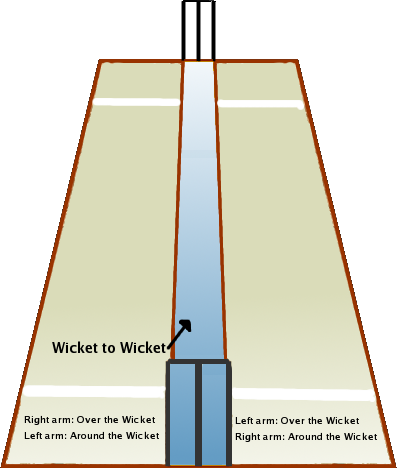
볼러의 위치에서 바라본 크리켓 피치의 모습. 볼러는 위켓의 왼쪽이나 오른쪽으로 달려들어가면서 공을 던진다.

크리켓 피치(cricket pitch)는 크리켓 경기장 중앙에 위치한, 양쪽 끝에 두 개의 위켓이 세워진 좁고 긴 공간이다. 피치의 길이는 20.12미터(22야드)이며 폭은 3미터(10피트)이다. 표면은 평탄하며 대개 길이가 매우 짧은 잔디로 덮여있다.
아마추어 경기에서는 인조 피치가 널리 사용된다. 이것은 콘크리트 바닥 위에 인조 잔디 등을 깐 것으로, 프로 경기에서 사용되는 것과 같은 질감을 만들기 위해 그 위에 흙을 덮기도 한다. 프로 경기에서는 인조 피치는 거의 사용되지 않는다.
피치 위에는 크리스라 불리는 선이 그어져 있으며, 이것의 규격은 크리켓 규정에 정의되어 있다.
피치의 양쪽 끝에는 위켓이 세워져 있는데, 이 위켓이라는 용어는 종종 피치 자체를 가리키는 말로 사용되기도 한다. 크리켓 규정에서는 피치와 위켓의 의미를 엄격히 구분하여 사용하고 있으나, 크리켓 선수들이나 동호인들 사이에서는 그 의미상의 혼용이 보편적으로 존재한다. 피치와 동일한 의미를 가지는 다른 용어로 ‘트랙’(track)이 있다.